# Inza
Inza - Инза (rus) - és una ciutat de l'óblast d'Uliànovsk, a Rússia. Es troba a la confluència del riu Inza (afluent del Surà) i del Siuksiumka. És a 145 km a l'est d'Uliànovsk.

## Galeria d'imatges

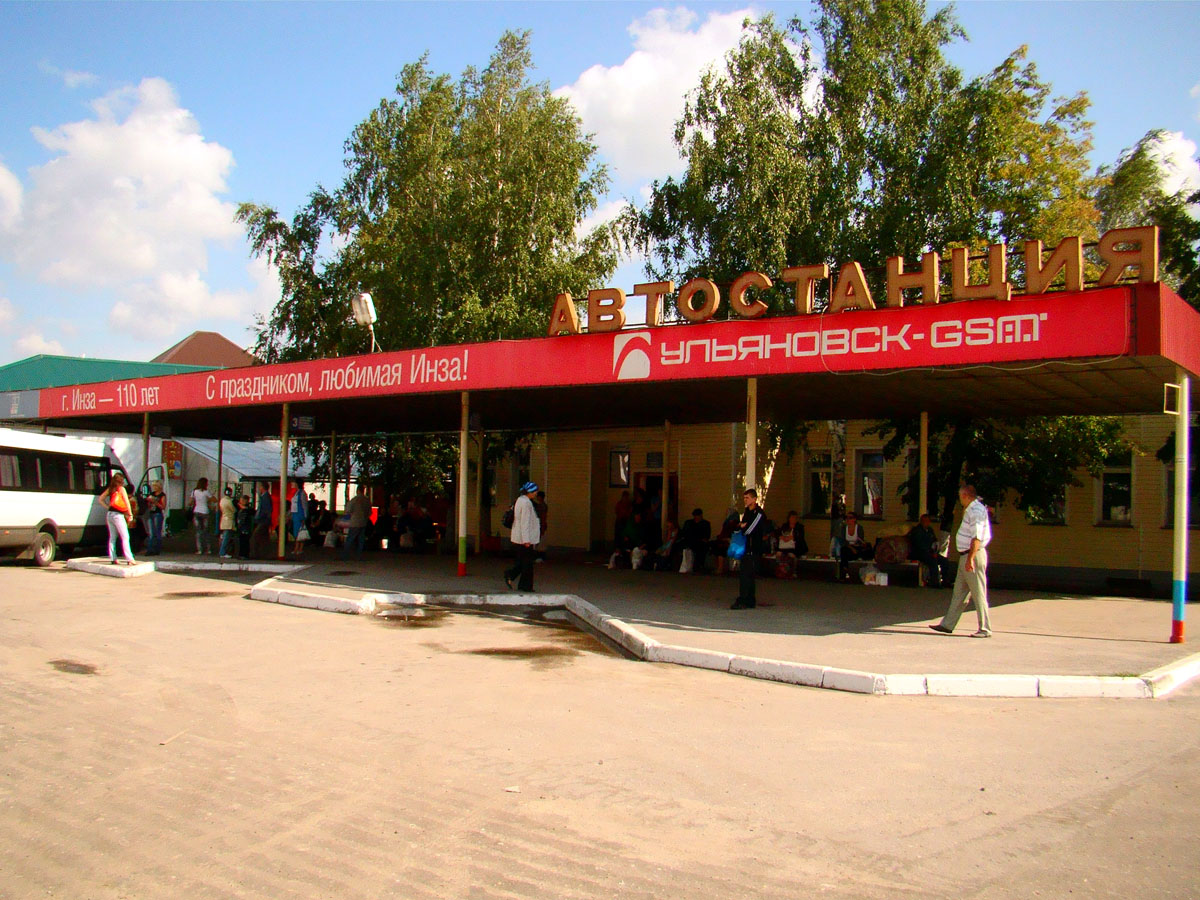
Estació d'autobusos.